# Willi Dressen
Willi Dressen, né en 1935 à Eschweiler en Rhénanie-du-Nord-Westphalie, est un procureur public au Service central d’enquêtes sur les crimes nationaux-socialistes et historien allemand.

## Biographie
Willi Dressen a étudié le droit allemand (Rechtswissenschaften) à l'université de Cologne et à l'université de Bonn.
Il a travaillé au Service central d’enquêtes sur les crimes nationaux-socialistes. En 1997, il dirige l'organisme, qui poursuit ses activités discrètement à cause du nombre très élevé d'Allemands soupçonnés d'avoir participé à l'Holocauste. En 2000, après plus de 30 ans de service dans cette organisation, il prend sa retraite.
Willi Dressen est un spécialiste de l'Aktion T4, une campagne d'extermination d'adultes handicapés physiques et mentaux.

## Publications
Il a publié plusieurs ouvrages :
- Avec Ernst Klee & Volker Rieß, »Schöne Zeiten« Judenmord aus der Sicht der Täter und Gaffer, S. Fischer Verlag GmbH, Frankfurt am Main, 1988  (ISBN 310039304X).
  - Traduit en français : Pour eux « c'était le bon temps » : la vie ordinaire des bourreaux nazis, Paris, Plon, 1989 (critique de l'ouvrage), texte en ligne.
  - Traduit en anglais : The Good Old Days: The Holocaust as Seen by Its Perpetrators and Bystanders, William S. Konecky Associates, février 1997,  (ISBN 978-1568521336) (critique de l'ouvrage)

- (avec Ernst Klee) Gott mit uns. Der deutsche Vernichtungskrieg im Osten 1939–1945, S. Fischer, Francfort-sur-le-Main, 1989  (ISBN 3-10-039305-8).

Il a collaboré à des œuvres collectives :
- Willi Dressen, « Der Holocaust in der Slowakei und die deutsche Justiz » in Wolfgang Benz, Jahrbuch für Antisemitismusforschung, volume 7, Campus, Francfort-sur-le-Main, 1992, p. 93–102
- Willi Dressen, « Probleme und Erfahrungen der Ermittler bei der Aufklärung von NS Gewaltverbrechen » in Archiv für Polizeigeschichte, 1994, p. 75–83
- Willi Dressen, « Die bundesrepublikanische Rechtsprechung in Sachen NS-„Euthanasie“ » in Christoph Kopke (dir.), Medizin und Verbrechen. Klemm und Oelschläger, Ulm, 2001, p. 288–299,  (ISBN 3-932577-32-9)
- Willi Dressen, « L'élimination des malades mentaux », dans François Bédarida (dir.), La politique nazie d'extermination, Paris, Albin Michel, 1989, 333 p. (ISBN 2-226-03875-2)
- Willi Dressen, « Euthanasie und Sonderaktion » in  Hermann Langbein, Adalbert Rückerl et Eugen Kogon, Nationalsozialistische Massentotungen durch Giftgas, Fischer, 1986,  (ISBN 978-3596243532)
  - Traduit en français : Chambres à gaz, secret d'État, Seuil, 2000,  (ISBN 9782020409605) (lire en ligne)

Il a rédigé au moins un article sur l'Aktion T4 :
- Willi Dressen, « La justice de la République fédérale face aux crimes d'euthanasie perpétrés par le régime national-socialiste », in Revue d'histoire de la Shoah, Paris, Centre de documentation juive contemporaine, 2005, no 183, p. 441-455